# Ontherus aequatorius
Ontherus aequatorius là một loài bọ cánh cứng trong họ Bọ hung (Scarabaeidae).